# Wandrers Sturmlied

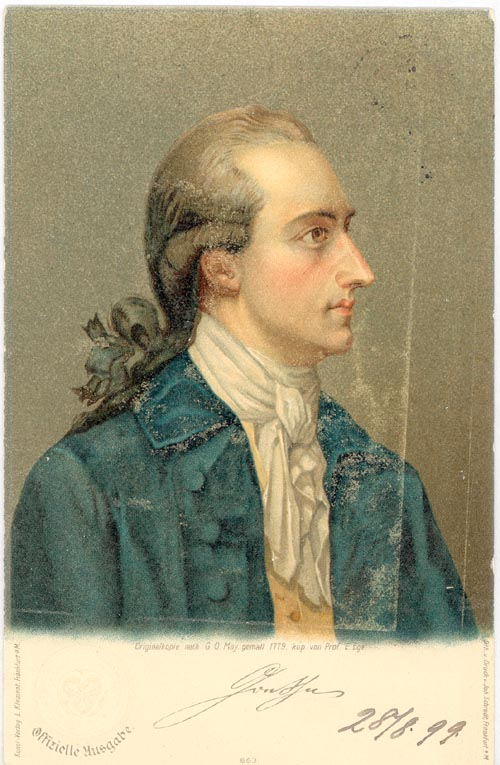
Goethe 1779, Kopie nach einem Gemälde von Georg Oswald May.

Wandrers Sturmlied ist der Titel einer Hymne Johann Wolfgang von Goethes, die vermutlich 1772 entstand und seine Phase des Sturm und Drang einleitete.
Goethe entschloss sich erst vierzig Jahre später, das Gedicht drucken zu lassen und es in die Werkausgabe von 1815 aufzunehmen. Ohne sein Wissen war es bereits 1810 in der Zeitschrift Nordische Miszellen veröffentlicht worden.
Das Werk zeigt den Einfluss Pindars auf sein Schaffen und eröffnet eine Reihe großer und bedeutender freirhythmischer Hymnen des jungen Dichters.
Es geht von den überwältigenden Eindrücken des Wanderers im Sturm aus, der den Genius als Ausdruck schöpferischer Kraft anruft, der ihm auch in Bedrängnissen beisteht, Stärke verleiht und den Schaffensprozess ermöglicht.
Wandrers Sturmlied gilt als eines der schwierigsten Werke Goethes: Das schöpferische Künstler-Ich greift mit der Geste des Originären in eine dichte Masse antiker Bildung und Formgeschichte, was sich einer leichten Analyse entzieht.
So zeigt Goethe etwa im weiteren Verlauf der langen Hymne, wie die mythische Figur des Jupiter Pluvius aus der Naturerfahrung entsteht.

## Form und Inhalt
Die einzelnen Strophen sind rhythmisch recht einheitlich, während zwischen ihnen Unterschiede zu erkennen sind. Sie bilden eine tragende Bewegung, der sich die Sätze deutlicher als in anderen Dichtungen Goethes unterordnen.
Goethe übernahm die Odenform von Pindar, etwa das triadische Schema, bei dem auf eine Strophe zunächst eine Antistrophe mit gleicher und dann eine Epode mit abweicher Länge folgt, ohne dessen strenge Formanforderungen ganz zu erfüllen.
Die freien Metrik knüpft an die Verse Friedrich Gottlieb Klopstocks an, der sich, aufgehoben im christlichen Glauben und ohne den Anspruch des weltlichen Originalgenies, wiederum auf Martin Luthers Psalmenübersetzung bezog, die Goethe ebenfalls geläufig war.
Als erster moderner Lyriker hatte Klopstock Werke in freien Rhythmen geschrieben, die in unterschiedlichen Zeitschriften gedruckt worden waren.

## Entstehung und Edition

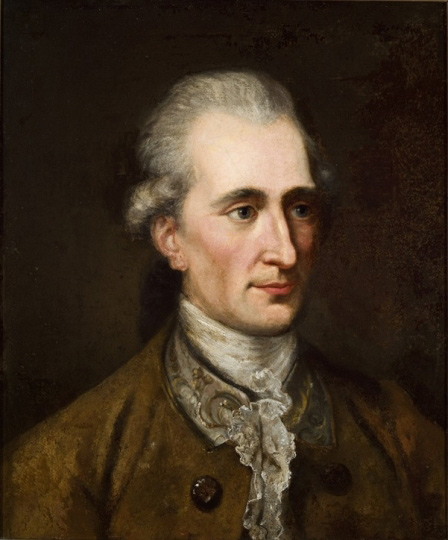
Friedrich Heinrich Jacobi,Gemälde von Johann Friedrich Eich, 1780, Gleimhaus Halberstadt

Ein Brief Goethes an Johann Gottfried Herder von Mitte Juli 1772 spricht für die Entstehung des Gedichts in diesem Sommer. Goethe zeigte das Werk nur wenigen Freunden und sandte Abschriften an Charlotte von Stein, Friedrich Heinrich Jacobi und Herder. Jacobi schrieb er dazu: „Hier eine Ode, zu der Melodie und Commentar nur der Wandrer in der Noth erfindet.“
Erstmals veröffentlichen ließ Goethe das Gedicht in seiner Werkausgabe von 1815, nachdem er es im Dritten Teil seiner Autobiographie Aus meinem Leben. Dichtung und Wahrheit erwähnt hatte, der vier Wochen vor Ostern 1814 herausgekommen war. Goethe schreibt dort über die Zeit, nachdem er sich im August 1771 von Friederike Brion mit einem Brief aus Frankfurt getrennt hatte.
„Die Antwort Friedrikens auf einen schriftlichen Abschied zerriß mir das Herz. Es war dieselbe Hand, derselbe Sinn, dasselbe Gefühl, die sich zu mir, die sich an mir herangebildet hatten. Ich fühlte nun erst den Verlust, den sie erlitt, und sah keine Möglichkeit ihn zu ersetzen, ja nur ihn zu lindern. Sie war mir ganz gegenwärtig; stets empfand ich, daß sie mir fehlte, und, was das Schlimmste war, ich konnte mir mein eignes Unglück nicht verzeihen. Gretchen hatte man mir genommen, Annette mich verlassen, hier war ich zum erstenmal schuldig; ich hatte das schönste Herz in seinem Tiefsten verwundet, und so war die Epoche einer düsteren Reue, bei dem Mangel einer gewohnten erquicklichen Liebe, höchst peinlich, ja unerträglich. Aber der Mensch will leben; daher nahm ich aufrichtigen Teil an andern, ich suchte ihre Verlegenheiten zu entwirren, und, was sich trennen wollte, zu verbinden, damit es ihnen nicht ergehen möchte wie mir. Man pflegte mich daher den Vertrauten zu nennen, auch, wegen meines Umherschweifens in der Gegend, den Wanderer. Dieser Beruhigung für mein Gemüt, die mir nur unter freiem Himmel, in Tälern, auf Höhen, in Gefilden und Wäldern zuteil ward, kam die Lage von Frankfurt zustatten, das zwischen Darmstadt und Homburg mitten inne lag, zwei angenehmen Orten, die durch Verwandtschaft beider Höfe in gutem Verhältnis standen. Ich gewöhnte mich, auf der Straße zu leben, und wie ein Bote zwischen dem Gebirg und dem flachen Lande hin und her zu wandern. Oft ging ich allein oder in Gesellschaft durch meine Vaterstadt, als wenn sie mich nichts anginge, speiste in einem der großen Gasthöfe in der Fahrgasse und zog nach Tische meines Wegs weiter fort. Mehr als jemals war ich gegen offene Welt und freie Natur gerichtet. Unterwegs sang ich mir seltsame Hymnen und Dithyramben, wovon noch eine, unter dem Titel »Wanderers Sturmlied«, übrig ist. Ich sang diesen Halbunsinn leidenschaftlich vor mich hin, da mich ein schreckliches Wetter unterweges traf, dem ich entgegen gehn mußte.“

## Hintergrund und Bedeutung

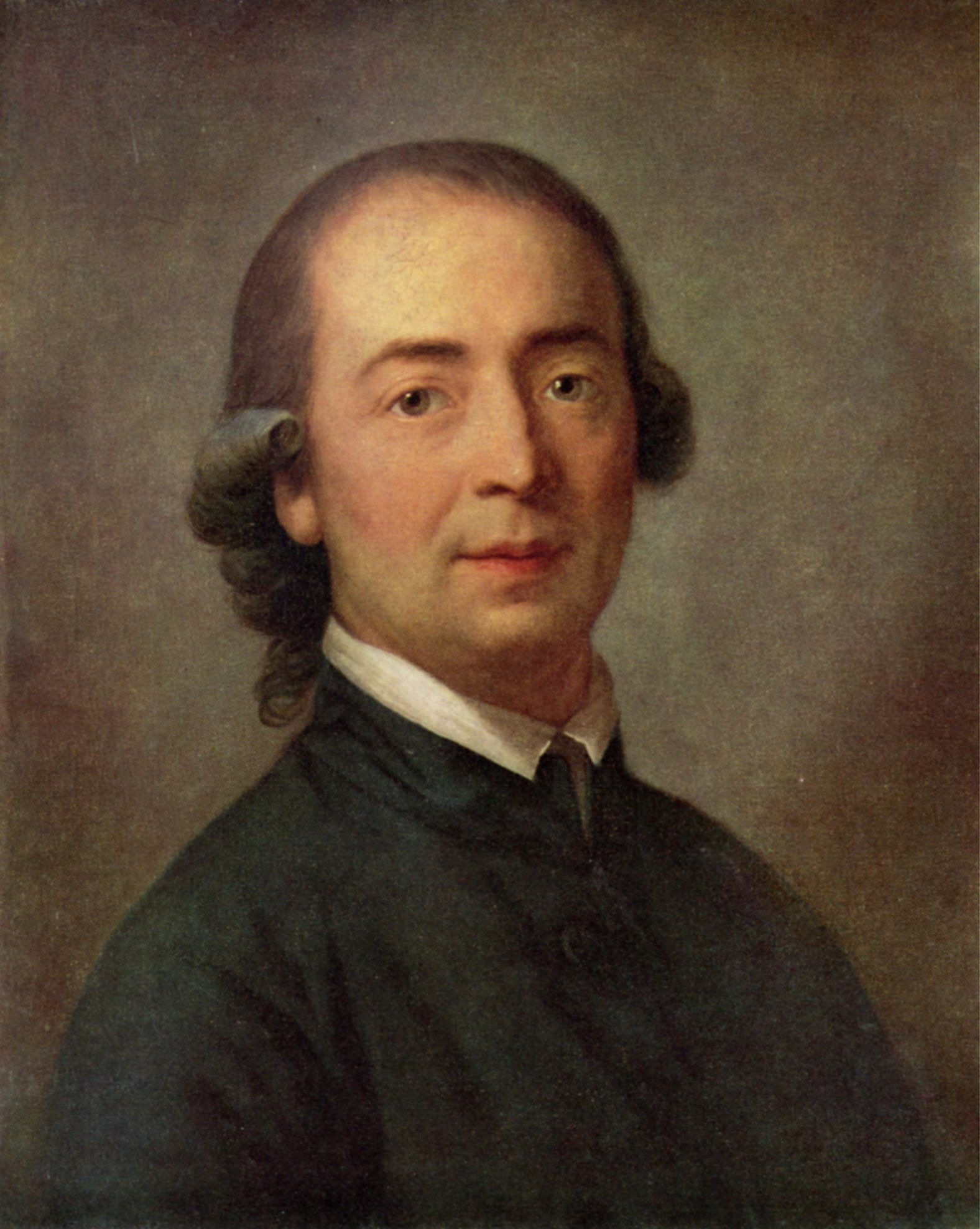
Johann Gottfried Herder,Gemälde von Anton Graff, 1785, Gleimhaus Halberstadt

Goethes spätere Ablehnung zeigt die Entfernung des etablierten Repräsentanten der Weimarer Klassik und Namensgebers des Goethezeitalters von einem frühen Werk des Sturm und Drang, Ausdruck eines genialischen Bewusstseins, mit dem er eine neue Phase der Dichtung einleitete.
Nach Auffassung Christian Schärfs wollte Goethe mit seinem Hinweis, die Worte vor dem nahenden Unwetter vor sich hingesungen zu haben, das richtige Verständnis der Verse vorgeben. Was dieses emphatische Frühwerk formal und inhaltlich repräsentiert, habe der mythisch gewordenen Symbolfigur der Epoche nicht mehr behagen können, und ohne den unautorisierten Druck hätte er es wohl nicht in seine Werkausgabe aufgenommen. Wandrers Sturmlied zeige „den reinsten und zugleich komplexesten Ausdruck des Goetheschen Bewußtseins“ während der Frankfurter Zeit.
Während Goethes langer Rekonvaleszenz nach dem schweren „Blutsturz“ im Sommer 1768, der seine Heimkehr von Leipzig nach Frankfurt erzwungen hatte, war es Susanne von Klettenberg, Vorbild für die schöne Seele in Wilhelm Meisters Lehrjahre, die ihn mit der verinnerlichten Welt des Pietismus in Berührung brachte. In dieser Zeit beschäftigte er sich auch mit Einzelfragen der Chemie und Alchemie. Der entscheidende Anstoß zu Goethes dichterischer Produktion ging von Herder aus, den Goethe, der im April 1770 sein Studium in Straßburg wiederaufgenommen hatte, dort im September kennenlernte und der ihn mit dem Volkslied, Shakespeare und Ossian vertraut machte – Eindrücke, die nach Ausdruck verlangten und, mit dem Sturmlied beginnend, eine neue Sprache des Sturm und Drang in Gang setzen. Etwas später folgten die leidenschaftlichen Hymnen Prometheus, deren rebellischer Tonfall leicht zu erkennen war, Mahomets Gesang und Ganymed. Sie stehen für ein verändertes Bewusstsein des jungen Bürgertums.
Im Sturmlied griff Goethe Ideen nicht nur Herders, sondern auch Johann Georg Hamanns auf, um Gedanken und Gefühle in einem Moment der Begeisterung in einer unmittelbar wirkenden Sprache auszusprechen. Neben den Eindrücken vom Unwetter ließ er Motive antiker Mythologie und der Bibel einfließen.
Während er sich an Herder orientierte, wollte er auch dessen Bedenken widerlegen. In dem Fragment Über die neuere Deutsche Literatur hatte Herder notiert: „Dithyramben, nach dem griechischen Geschmack nachgeahmt, bleiben für uns fremde. Das trunkne Sinnliche, was bei ihnen entzückte, wäre vielleicht für unsre feine und artige Welt ein Aergerniß; das Rasende in ihnen wäre uns allerdings dunkel, verworren und oft unsinnig [...].“

## Das Wandermotiv
Das 12. Buch von Dichtung und Wahrheit, in dem von Wanderers Sturmlied die Rede ist, beginnt mit den Worten: „Der Wanderer war nun endlich gesünder und froher nach Hause gelangt als das erstemal, [...]“
Bereits in seiner Jugend hatte Goethe lange Ausflüge in die Umgebung unternommen, und im Darmstädter Kreis nannte man ihn bald den „Wanderer“. Neben langen Fußwanderungen um Frankfurt und im Taunus unternahm er später auch Streifzüge durch die Schweiz, Böhmen und Italien, um die Welt in freier Natur zu erfahren. So findet man in Goethes Werk neben Wandrers Sturmlied die ebenfalls dem Sturm und Drang zugehörende dialogische Idylle Der Wandrer, Wandrers Nachtlied, Wanderlied, Wandrer und Pächterin, bis zum Alterswerk Wilhelm Meisters Wanderjahre.

## Das Gedicht
Wen du nicht verlässest, Genius,

Nicht der Regen, nicht der Sturm

Haucht ihm Schauer übers Herz.

Wen du nicht verlässest, Genius,

Wird dem Regengewölk,

Wird dem Schloßensturm

Entgegensingen,

Wie die Lerche,

Du da droben.

Den du nicht verlässest, Genius,

Wirst ihn heben übern Schlammpfad

Mit den Feuerflügeln.

Wandeln wird er

Wie mit Blumenfüßen

Über Deukalions Flutschlamm,

Python tötend, leicht, groß,

Pythius Apollo.

Den du nicht verlässest, Genius,

Wirst die wollnen Flügel unterspreiten,

Wenn er auf dem Felsen schläft,

Wirst mit Hüterfittichen ihn decken

In des Haines Mitternacht.

Wen du nicht verlässest, Genius,

Wirst im Schneegestöber

Wärmumhüllen;

Nach der Wärme ziehn sich Musen,

Nach der Wärme Charitinnen.

Umschwebt mich, ihr Musen, ihr Charitinnen!

Das ist Wasser, das ist Erde,

Und der Sohn des Wassers und der Erde,

Über den ich wandle

Göttergleich.

Ihr seid rein, wie das Herz der Wasser,

Ihr seid rein, wie das Mark der Erde,

Ihr umschwebt mich, und ich schwebe

Über Wasser, über Erde,

Göttergleich.

Soll der zurückkehren,

Der kleine, schwarze, feurige Bauer?

Soll der zurückkehren, erwartend

Nur deine Gaben, Vater Bromius,

Und helleuchtend umwärmend Feuer?

Der kehren mutig?

Und ich, den ihr begleitet,

Musen und Charitinnen alle,

Den alles erwartet, was ihr,

Musen und Charitinnen,

Umkränzende Seligkeit,

Rings ums Leben verherrlicht habt,

Soll mutlos kehren?

Vater Bromius!

Du bist Genius,

Jahrhunderts Genius,

Bist, was innre Glut

Pindarn war,

Was der Welt

Phöbus Apoll ist.

Weh! Weh! Innre Wärme,

Seelenwärme,

Mittelpunkt!

Glüh entgegen

Phöb Apollen;

Kalt wird sonst

Sein Fürstenblick

Über dich vorübergleiten,

Neidgetroffen

Auf der Zeder Kraft verweilen,

Die zu grünen

Sein nicht harrt.

Warum nennt mein Lied dich zuletzt?

Dich, von dem es begann,

Dich, in dem es endet,

Dich, aus dem es quillt,

Jupiter Pluvius!

Dich, dich strömt mein Lied,

Und kastalischer Quell

Rinnt ein Nebenbach,

Rinnet Müßigen,

Sterblich Glücklichen

Abseits von dir,

Der du mich fassend deckst,

Jupiter Pluvius!

Nicht am Ulmenbaum

Hast du ihn besucht,

Mit dem Taubenpaar

In dem zärtlichen Arm,

Mit der freundlichen Ros umkränzt,

Tändelnden ihn, blumenglücklichen

Anakreon,

Sturmatmende Gottheit!

Nicht im Pappelwald

An des Sybaris Strand,

An des Gebirgs

Sonnebeglänzter Stirn nicht

Faßtest du ihn,

Den Blumen-singenden,

Honig-lallenden,

Freundlich winkenden

Theokrit.

Wenn die Räder rasselten,

Rad an Rad rasch ums Ziel weg,

Hoch flog

Siegdurchglühter

Jünglinge Peitschenknall,

Und sich Staub wälzt',

Wir vom Gebirg herab

Kieselwetter ins Tal,

Glühte deine Seel Gefahren, Pindar,

Mut. - Glühte? -

Armes Herz!

Dort auf dem Hügel,

Himmlische Macht!

Nur so viel Glut,

Dort meine Hütte,

Dorthin zu waten!